# 科拉特貓
科拉特貓（泰語：โคราช，英語：Korat）是一種起源於泰國的貓的品種，原產於泰國東北部。科拉特貓屬於中小型貓種，聰明且活潑。科拉特貓是自然產生的品種，亦是少數多個世紀來都未有發生外表變化的貓品種之一。這種貓起源於那空叻差是瑪府。科拉特貓亦有幸運貓之稱。1966年，科拉特貓成為公認的貓品種。